# مرسى بن مهيدي
مرسى بن مهيدي إحدى بلديات دائرة مرسى بن مهيدي بولاية تلمسان الجزائرية.تحتوي على أحد أشهر الشواطئ في الجزائر.

## الموقع الجغرافي
تقع بلدية مرسى بن مهيدي في أقصى غرب ولاية تلمسان ة الغرب الجزائري ، تبعد بحوالي 700 كلم عن العاصمة الجزائرية، وحوالي 114 كلم عن عاصمة الولاية تلمسان، كما تبعد عن الطريق السيار شرق غرب بحوالي 50 كلم.

## التأسيس والتسمية
أسس لويس ساي قرب واد كيس سنة 1905 ميناء ومدينة سميت باسم بورساي أي ميناء ساي
أثناء ثورة التحرير الجزائرية، مر العربي بن مهيدي بمدينة بورساي، و تأسف لهذه التسمية، وقال : إذا نالت الجزائر استقلالها سيكون لهذه المدينة اسم آخر، وفي سنة 1963 سميت المدينة باسم مرسى بن مهيدي تيمنا بالشهيد بن مهيدي.

## شواطئ المدينة
تشتهر مرسى بن مهيدي بشواطئها الخلابة، ولعل أهمها: الشاطئ الرئيسي المسمى باسم المدينة، ويليه شاطئ موسكاردة 1 و موسكاردة 2 و عين عجرود، وهي شواطئى مسموحة للسباحة.
كما توجد شواطئ أخرى غير محروسة ومنها بالوما
و تشرفت المدينة بنيل اسم أحسن مدينة شاطئية في شهر ماي 2013.

## الهياكل القاعدية
توجد في المدينة العديد من المدارس الابتدائية ومتوسطة و ثانوية، وتوجد دار الثقافة ومكتبة البلدية ودار الطفولة المسعفة وبيت للشباب ومركب رياضي جواري
و يوجد بها ملعب مزود بالعشب الاصطناعي ومسبح شبه اولمبي في طور الإنجاز ومخيم للشباب.

## ميناء الصيد والنزهة
أعادت شركة كرواتية تهيئة الميناء القديم ليخصص لسفن النزهة والصيد، به العديد من الأرصفة للسفن ومواقف السيارت، يحتوي على الإنارة والتزويد بالمياه الصالحة للشرب، ومكان مخصص لإنزال القوارب/

## المرافق السياحية
الزائر للمدينة يلاحظ وجود عدة إقامات مثل إقامة زياني، إقامة صايم، إقامة قادري، إقامة البريد، وكل هذه الإقامات متواجدة على طول الكورنيش، بالإضافة إلى العديد من المخيمات على غرار مخيم سونطراك ومخيم الشروق، كما توجد العديد من البناغل والدور للكراء.

## بين لجراف
بين لجراف هي منطقة حدودية بين الجزائر و المملكة المغربية ، تابعة لبلدية مرسى بن مهيدي، تطل على واد كيس تشتهر بالأعلام الجزائرية في جهة الجزائر، تقابلها الأعلام المغربية في جهة المغرب، و تعتبر مكانا رائعا لأخذ صور تذكارية.